# Strigoderma exigua
Strigoderma exigua är en skalbaggsart som beskrevs av Schwarz 1878. Strigoderma exigua ingår i släktet Strigoderma och familjen Rutelidae. Inga underarter finns listade i Catalogue of Life.